# 伊塔皮库鲁
伊塔皮库鲁（葡萄牙語：Itapicuru）是巴西巴伊亚州的一个市镇。总面积1550.832平方公里，总人口29112人，人口密度18.8人/平方公里。